# شهرستان هوانگمی
شهرستان هوانگمی (به لاتین: Huangmei County) یک منطقهٔ مسکونی در چین است که در هوانگانگ واقع شده‌است.